# Guatavita (Kolumbia)
Guatavita – miasto w Kolumbii, w departamencie Cundinamarca.